# Bjørn Egge
Bjørn Egge (* 19. August 1918 in Kristiansand; † 25. Juli 2007 in Oslo) war ein norwegischer Widerstandskämpfer, Generalmajor der norwegischen Streitkräfte und Diplomat. Von 1981 bis 1987 war er außerdem Präsident des Norwegischen Roten Kreuzes.

## Leben

### Ausbildung
Ab 1933 fuhr Egge, noch als Jugendlicher, drei Jahre lang zur See. Danach diente er zunächst in der Leibgarde des norwegischen Königs Haakon VII. und besuchte anschließend die Unteroffiziersschule des norwegischen Heeres. Als am 9. April 1940 die deutsche Wehrmacht im Zuge des „Unternehmens Weserübung“ Norwegen okkupierte, war Egges Einheit in Süd-Norwegen im Einsatz, wobei es zu einmonatigen Kampfhandlungen kam.

### Widerstandsaktionen
Während der Besatzungszeit beteiligte sich Egge an verschiedenen Widerstandsaktionen im Norden Norwegens. Nach einer vorübergehenden Festnahme durch die Gestapo im Sommer 1941 gelang ihm die Flucht nach Schweden, wo er kurzfristig an der Universität Uppsala studierte. Im März 1942 war er an der so genannten Operation Performance beteiligt, deren Ziel es war, den deutschen Blockadering um Schweden zu durchbrechen und kriegswichtiges Material wie Stahl und Kugellager von Göteborg nach Aberdeen zu schmuggeln. Das norwegische Schiff, auf dem Egge dazu angeheuert hatte, wurde jedoch von deutschen Aufklärern aufgebracht. Der norwegischen Mannschaft gelang es noch, ihr Schiff samt Ladung zu versenken. Dennoch gerieten Egge und die übrigen Besatzungsmitglieder in deutsche Gefangenschaft.

### Gefangenschaft
Egge verbrachte zunächst fast ein Jahr im Internierten- und Kriegsgefangenenlager Westertimke, in dem Handelsschiffbesatzungen aus 42 Nationen einsaßen. In Übereinstimmung mit den Genfer Konventionen stand das Lager unter dem Schutz des Internationalen Komitees vom Roten Kreuz.

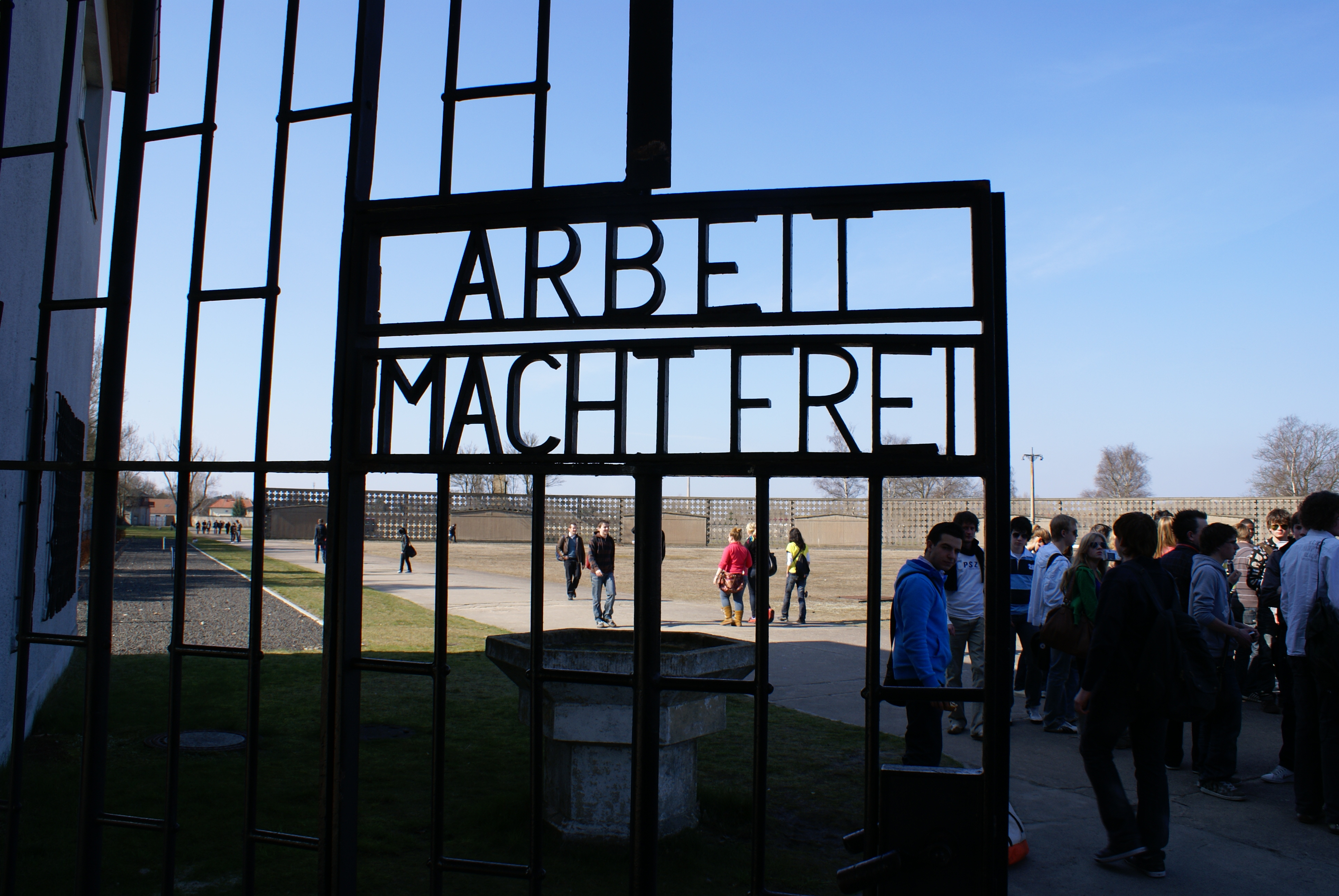
Eingangstor des KZ Sachsenhausen mit dem dahinterliegenden Appellplatz

1943 wurde Egge jedoch auf der Grundlage des sogenannten Nacht-und-Nebel-Erlasses in das Konzentrationslager Sonnenburg bei Küstrin verschleppt. Auf dem Weg dorthin überlebte er einen Bombenangriff der Alliierten auf Stettin. In Sonnenburg hatte er zwölf Stunden pro Tag schwerste Arbeit zu verrichten. Viele der Mitgefangenen erkrankten an Tuberkulose oder Typhus. 43 der insgesamt 151 norwegischen Gefangenen starben, darunter viele an Unterernährung.
Als die Front näher rückte, wurden Egge und weitere norwegische Gefangene im November 1944 in das KZ Sachsenhausen verlegt. Dort wurden sie als Nacht-und-Nebel-Häftlinge isoliert und teilweise noch brutaler behandelt als die übrigen Internierten. Egge gehörte zu den sogenannten Schuhläufern, die neue Stiefel für die deutsche Wehrmacht auf Verschleiß zu testen hatten und dabei täglich einen 45 Kilometer langen Marsch auf dem Appellplatz absolvieren mussten.
Kurz vor Kriegsende profitierte Egge von der Rettungsaktion der Weißen Busse, die das Schwedische Rote Kreuz unter Leitung seines Vizepräsidenten Folke Bernadotte initiiert hatte. Etwa 15.000 überwiegend dänische und norwegische Gefangene der Konzentrationslager kamen auf diesem Weg frei. Erst nach einer längeren Behandlungszeit in Schweden konnte Egge wieder nach Norwegen zurückkehren.

### Militärkarriere nach dem Zweiten Weltkrieg
Nach dem Ende des Krieges ließ sich Egge zum Nachrichtenoffizier ausbilden. Zunächst fungierte er als Berater des damaligen norwegischen Verteidigungsminister Jens Christian Hauge; anschließend arbeitete er mehrere Jahre als Militärattaché an der norwegischen Botschaft in Moskau. In den 1960er-Jahren gehörte er dem norwegischen Kontingent der Operation der Vereinten Nationen im Kongo an. Er war der Erste, der 1961 die Leiche des in Ndola bei einem Flugunglück umgekommenen Generalsekretärs Dag Hammarskjöld sah. Egge erklärte damals, dass der ansonsten unverletzte Körper Hammarskjölds eine Wunde an der Stirn, „ein Loch im Kopf“, aufwies. Diese Information gab zu der Spekulation Anlass, der Generalsekretär sei nicht durch den Flugzeugabsturz zu Tode gekommen, sondern durch einen Pistolenschuss getötet worden.
Zwischen 1976 und 1980 war Egge Stellvertreter des Kommandeurs am NATO Defence College in Rom. Er beendete seine militärische Karriere 1983 als Generalmajor und Kommandant der Festung Akershus.

### Norwegisches Rotes Kreuz und andere Aufgaben
1981 nahm er, auch in dankbarer Erinnerung an die Rettungsaktion der Weißen Busse, das Angebot an, Präsident des Norwegischen Roten Kreuzes zu werden. Diese Aufgabe füllte er bis 1987 aus.
Bis zu seinem Tod war Egge Ehrenpräsident der World Veteran Federation (Weltbund der Kriegsveteranen). Außerdem engagierte er sich als Botschafter für die gemeinnützige Stiftelse Hvite Busser til Auschwitz (Stiftung Weiße Busse nach Auschwitz), die Bildungsreisen in die Gedenkstätten der ehemaligen Konzentrationslager durchführt und dabei Gespräche vor allem zwischen Schülern und Zeitzeugen vermittelt.
In den letzten Jahren seines Lebens trat er in den Medien mehrfach als sicherheitspolitischer Experte auf. Er warnte vor dem zu großen Einfluss der USA auf die Weltpolitik und verurteilte die Entsendung norwegischer Soldaten in die Krisengebiete des Irak und Afghanistans.

## Auszeichnungen und Ehrungen
1980 wurde Bjørn Egge als Kommandeur des Sankt-Olav-Ordens ausgezeichnet. Er war außerdem unter anderem Kommandeur des Order of the British Empire und Ritter des schwedischen Schwertordens. 2005 erhielt er die Henry-Dunant-Medaille der Internationalen Rotkreuz- und Rothalbmondbewegung. Noch im Juni 2007 wurde ihm für seine Verdienste im Kampf gegen den Nationalsozialismus ein polnischer Orden verliehen.
Die norwegische Regierung ehrte Egge mit einem Staatsbegräbnis. Die Beisetzung in der Osloer Dreifaltigkeitskirche fand am 3. August 2007 in Anwesenheit von Kronprinz Haakon statt. Die Gedenkrede hielt Ministerpräsident Jens Stoltenberg.